# Randerup Sogn
Randerup Sogn (früher auch Randrup geschrieben) ist eine Kirchspielsgemeinde (dän. Sogn) in Nordschleswig, Dänemark. Sie liegt nordwestlich der Stadt Tønder (dt. Tondern).  Bis 1970 gehörte sie zur Harde Tønder, Højer og Lø Herred im damaligen Tønder Amt, danach zur Bredebro Kommune im damaligen Sønderjyllands Amt, die im Zuge der Kommunalreform zum 1. Januar 2007 in der „neuen“ Tønder Kommune in der Region Syddanmark aufgegangen ist.

## Gemeindegebiet

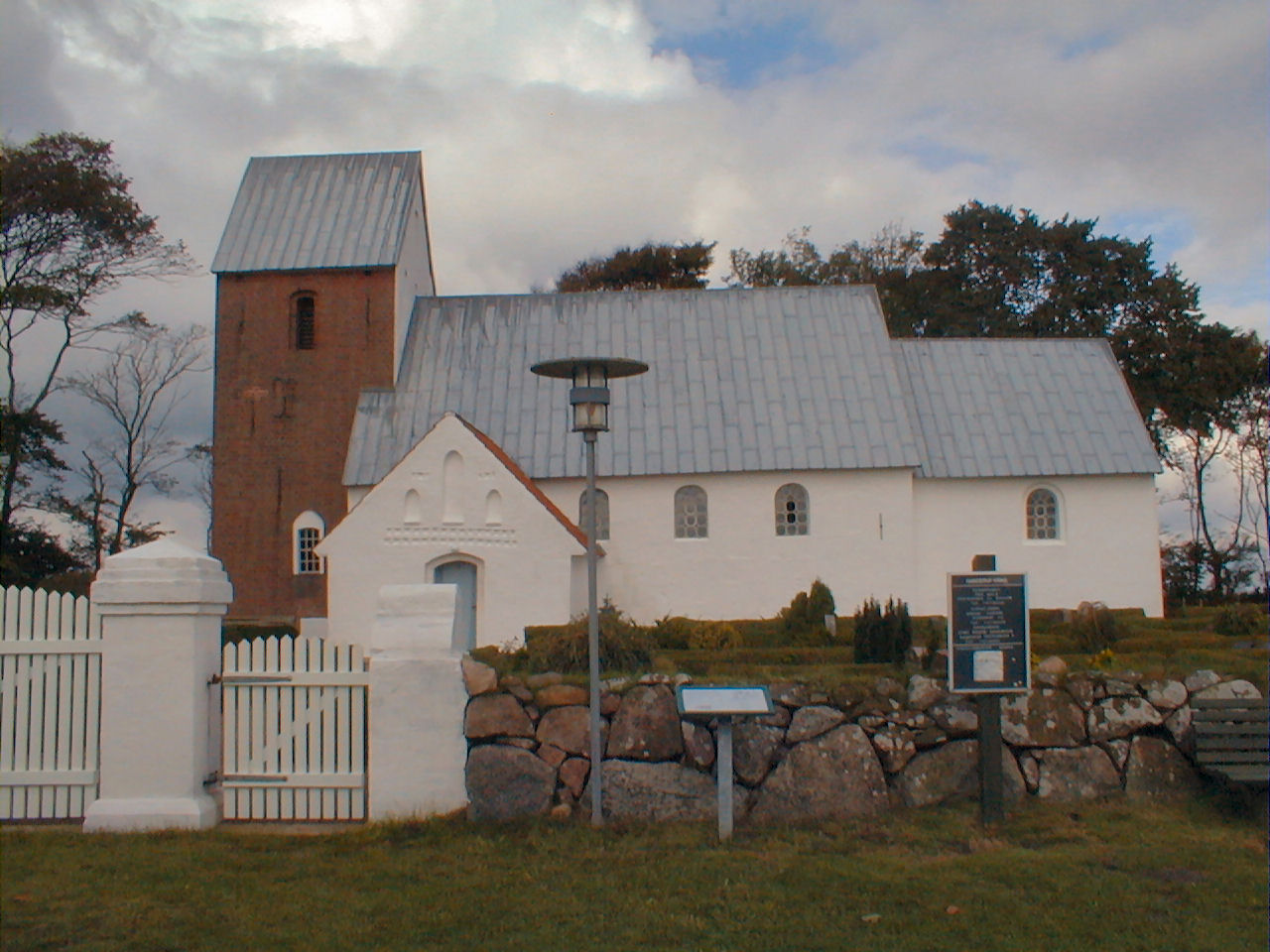
Kirche in Randerup

Randerup zählt zu den kleinsten Gemeinden in Nordschleswig und umfasst nur 10,3 km². Lediglich 104 Menschen wohnten am 1. Januar 2023 noch in der Gemeinde, die wie viele Landgemeinden einen starken Bevölkerungsrückgang erlebt hat. Bei der letzten Volkszählung von 1960 wohnten hier 183 Menschen, ein Jahrhundert zuvor waren es noch 260.
Die Gemeinde liegt auf zwei relativ flachen Geestzungen, die durch die Niederung des Vesterlund Bæk voneinander getrennt sind. Im Nordosten grenzt die Gemeinde an die Brede Å (dt. Breder Au), einen der größten Wasserläufe des Landesteils.
Wichtigster Siedlungsschwerpunkt ist das Kirchdorf Randerup, das in der Mitte der Gemeinde liegt. Im Norden liegt die kleine Siedlung Lunde, im Süden die Randeruper Heide, deren Bebauung meist Hedehusene genannt wird.
Nachbargemeinden sind im Westen Ballum Sogn, im Norden Mjolden Sogn (dt. Medolden), im Osten Brede Sogn und im Süden Skast Sogn (dt. Schads).

## Geschichte
Ursprünglich gehörte Randerup zum Gerichts- und Verwaltungsbezirk der Loharde. Im 13. Jahrhundert kam der größte Teil der Gemeinde in den Besitz des Bischofs von Ribe (dt. Ripen). Da dieser dänischer Reichsprälat war, kamen diese Besitzungen im 15. Jahrhundert zum Königreich Dänemark und nicht wie das Umland zum Herzogtum Schleswig. Zu letzterem gehörte nur der Teil der Gemeinde, welcher zu Løgumkloster (dt. Lügumkloster) gehörte.
Nach der Reformation kam der bischöfliche Besitz an das nun adlige Gut Trøjborg (dt. Troiburg), blieb aber als Enklave Teil des Königreichs. Im 19. Jahrhundert wurde der Name Loharde für den Gutsbezirk wieder eingeführt.
Nach dem Krieg von 1864 kam die gesamte Gemeinde zu Preußen und wurde 1867 zu einer Landgemeinde im Kreis Tondern. Bei der Volksabstimmung am 10. Februar 1920 über die staatliche Zugehörigkeit entschieden sich 130 Bewohner für Dänemark und nur acht für Deutschland. Trotz geringer Größe bei weiter abnehmender Bevölkerungszahl blieb Randerup bis zur Kommunalreform 1970 eine eigenständige Kirchspielsgemeinde im Amt Tondern. Danach gehörte Randerup zur Kommune Bredebro in Sønderjyllands Amt. 2007 wurde es Teil der Großkommune Tønder.

## Sehenswürdigkeiten
Die kleine romanische Laurentiuskirche liegt einsam nördlich vom Kirchdorf. Ihr ältester Teil, das Chor, besteht teilweise aus rheinischem Tuff, was auf einen gewissen Wohlstand der kleinen Gemeinde im 12. Jahrhundert schließen lässt. Wertvoll ist der Altar aus dem 16. Jahrhundert.
Am Ortsrand liegt die Kirchenruine von Randrup.

## Verkehr
Die Straßen haben nur lokale Bedeutung. Die nächsten Eisenbahnstationen liegen in Bredebro und Døstrup (dt. Döstrup), sechs Kilometer südöstlich bzw. nordöstlich von Randerup, an der Strecke der Marschbahn.

## Persönlichkeiten
- Hans Adolph Brorson (* 20. Juni 1694 in Randerup; † 3. Juni 1764 in Ribe) dänischer Bischof und Liederdichter